# Christian Ho
Christian Ho Zong Sean (vereenvoudigd Chinees: 何宗宪; traditioneel Chinees: 何宗憲; pinyin: Hé Zōngxiàn) (Singapore, 31 oktober 2006) is een Singaporees-Zuid-Koreaans autocoureur. In 2024 werd hij kampioen in de Eurocup-3.

## Carrière

### Karting
Ho maakte zijn internationale autosportdebuut in het karting in 2017 in de 60 Mini-klasse van de WSK Final Cup. In 2019 stapte hij binnen de karts over naar de OK Junior-klasse en werd hij tweede in het Duits kampioenschap. Ook werd hij dat jaar tweede in de Karting Academy Trophy. In 2020 werd hij derde in zowel de OK Junior-klasse van de WSK Champions Cup als de X30 Senior-klasse van de IAME Asia Cup. In 2021 kwam hij uit in een aantal WSK-kampioenschappen in de OK-klasse.

### Formule 4
In 2022 stapte Ho over naar het formuleracing en maakte hij zijn Formule 4-debuut in het Formule 4-kampioenschap van de Verenigde Arabische Emiraten, waar hij voor MP Motorsport in de laatste drie raceweekenden reed. Een vijfde plaats op het Dubai Autodrome was zijn beste resultaat en hij eindigde met 13 punten op plaats 21 in het klassement. Vervolgens kwam hij voor MP uit in het Spaans Formule 4-kampioenschap. Hij behaalde zijn beste resultaten in het laatste raceweekend op het Circuit de Barcelona-Catalunya, waar hij twee keer vierde werd. Met 50 punten werd hij dertiende in de eindstand.
In 2023 bleef Ho actief in de Spaanse Formule 4, maar stapte hij over naar Campos Racing. Hij behaalde zijn eerste overwinning op het Motorland Aragón en won tevens de laatste vier races van het seizoen: een op het Circuit Ricardo Tormo Valencia en drie in Barcelona. Daarnaast stond hij nog acht keer op het podium. Met 291 punten werd hij achter Théophile Naël tweede in het kampioenschap.

### Eurocup-3
In 2024 stapte Ho over naar de Eurocup-3, waar hij zijn samenwerking met Campos voortzette. Hij kende een moeilijke seizoensstart, waarin hij in de eerste drie races slechts een keer aan de finish kwam. Hierna won hij twee van de drie races op het Autódromo Internacional do Algarve. In de rest van het jaar behaalde hij ook zeges op het Circuit Paul Ricard, het Circuito Permanente de Jerez en Barcelona. Daarnaast stond hij nog vier keer op het podium. Hij was gedurende het hele seizoen met Javier Sagrera verwikkeld in de strijd om de titel. Met 248 punten werd hij oorspronkelijk tweede in de eindstand achter Sagrera. In februari 2025 werd Ho alsnog tot kampioen uitgeroepen nadat een straf voor een andere coureur ervoor zorgde dat hij op het Circuit de Barcelona-Catalunya een extra zege in handen kreeg, waardoor hij genoeg punten had om Sagrera in de eindstand in te halen.

### Formule 3
In 2025 debuteert Ho in het FIA Formule 3-kampioenschap bij het team DAMS Lucas Oil.